# Arbeitsgericht Kassel

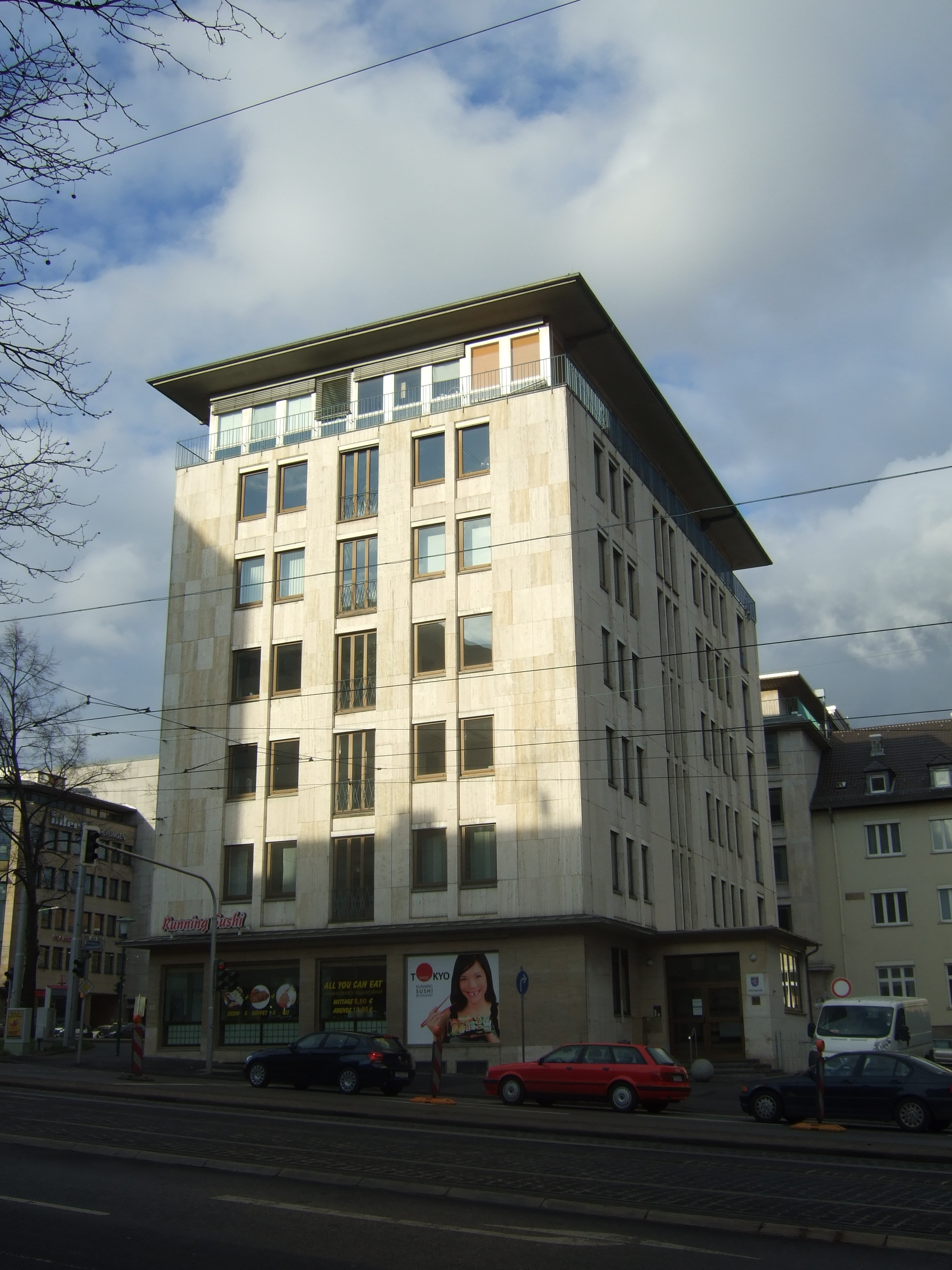

Das Arbeitsgericht Kassel, ein Gericht der Arbeitsgerichtsbarkeit, ist eines der sieben hessischen Arbeitsgerichte.

## Gerichtssitz und -bezirk
Das Gericht hat seinen Sitz in Kassel. Dies ist inzwischen auch der einzige Standort des Gerichtes; die ehemaligen Gerichtstage in Hofgeismar, Korbach und Wabern wurden aufgegeben.
Das Arbeitsgericht Kassel ist örtlich zuständig für Rechtsstreitigkeiten aus den Amtsgerichtsbezirken Arolsen, Fritzlar, Kassel, Korbach, Melsungen und Teilen des Amtsgerichtsbezirks Eschwege (Gemeinden Großalmerode, Hessisch Lichtenau, Neu-Eichenberg, Bad Sooden-Allendorf und Witzenhausen).
Mit der Auflösung des Arbeitsgerichtes Bad Hersfeld zum 31. Dezember 2011 ging die Verantwortung für die im Bereich des Werra-Meißner-Kreises liegenden Orte, die bisher in Bad Hersfeld betreut wurden, auf das Arbeitsgericht Kassel über.

## Gebäude und Größe
Das Gericht liegt lag bis November 2016 im Zentrum der Stadt am Ständeplatz. Die Postanschrift lautete: Ständeplatz 19, 34117 Kassel.
Zum 1. Dezember 2016 ist das Gericht in die Räume des ehemaligen Bundesarbeitsgerichts umgezogen. Die Postanschrift lautet jetzt: Heerstraße 6, 34119 Kassel.
Das Arbeitsgericht Kassel verfügt über neun Kammern.

## Übergeordnete Gerichte
Dem Arbeitsgericht Kassel sind das Hessische Landesarbeitsgericht und im weiteren Rechtszug das Bundesarbeitsgericht übergeordnet.

## Geschichte
Gemäß Arbeitsgerichtsgesetz vom 23. Dezember 1926 wurden in Deutschland Arbeitsgerichte gebildet. Diese waren nur in der ersten Instanz organisatorisch selbstständige Gerichte, die Landesarbeitsgerichte waren den Landgerichten zugeordnet. Am Landgericht Kassel entstand so 1927 das Landesarbeitsgericht Kassel als einziges Landesarbeitsgericht im Bezirk des Oberlandesgerichtes Kassel. In Kassel entstand das Arbeitsgericht Kassel. Sein Sprengel umfasste den Bezirke der Amtsgerichte Borken, Carlshafen, Felsberg, Fritzlar, Grebenstein, Großalmerode, Gudensberg, Hessisch Lichtenau, Hofgeismar, Homberg (Efze), Jesberg, Kassel, Melsungen, Naumburg (Hessen), Oberkaufungen, Spangenberg, Veckerhagen, Volkmarsen, Witzenhausen, Wolfhagen  und Zierenberg. Es bestand jeweils eine Kammer für Arbeiter, für Angestellte und für Handwerk. Daneben bestand eine Kammer für die Mitarbeiter der Reichsbahndirektion Kassel. Der Sprengel des Gerichtes blieb räumlich von den Änderungen und Aufhebung der Amtsgerichte im Jahr 1932 und in den Kriegsjahren unberührt.
Nach der Besetzung Deutschlands durch die Alliierten wurden 1945 zunächst alle Gerichte geschlossen. Die ordentlichen Gerichte wurden schon bald wieder eröffnet, während die Arbeitsgerichte zunächst nicht wieder eingerichtet wurden, so dass arbeitsgerichtliche Streitigkeiten von den ordentlichen Gerichten erledigt werden mussten. Gemäß Kontrollratsgesetz 21 sollten in Deutschland Arbeitsgerichte aufgebaut werden. In Kassel wurde das Arbeitsgericht 1946 neu gebildet. Sein Sprengel umfasste nun die Amtsgerichtsbezirke Arolsen, Bad Wildungen, Fritzlar, Hofgeismar, Homberg (Efze), Kassel, Korbach, Melsungen, Witzenhausen und Wolfhagen.